# اس‌وی سینتیا وودز
اس‌وی سینتیا وودز (به انگلیسی: S.V. Cynthia Woods) یک کشتی بود که طول آن 38' بود.